# Місяцева зозулька (фільм, 1993)
Місяцева зозулька — українська мелодрама 1993 року режисера Сергія Дудки, створена за повістю Валерія Шевчука «Місяцева зозулька із ластів'ячого гнізда». Кіностудія: Укртелефільм

## Опис
Стрічка про кохання, яке зміцнює, робить мудрішою Юльку (Леся Войневич), яка розгубилася у житті. Юлька хоче влаштувати своє життя, на околиці великого міста. Шурка Кукса (Валентин Троцюк) та Коля-рибалка (Лесь Сердюк), за певні послуги допомагають Юльці збудувати хату. Коля-рибалка одружений, вдома теща й модерна дружина, а його тягне до цієї простої жінки…

## У ролях
- Леся Войневич — Юлька
- Валентин Троцюк — Шурка Кукса
- Лесь Сердюк — Коля-рибалка
- Алла Усенко — Коза
- Ніна Антонова — теща
- Олена Хижна — Людка
- Любов Куб'юк — Любка
- Жінки: Ірина Дорошенко, Олена Пономаренко, В. Волошина, Галина Довгозвяга, Тетяна Слободська, Н. Кирфельд
- Дівчата: І. Мазур, Т. Ільченко
- Чоловіки: Борис Романов, Олексій Колесник, Ярослав Гаврилюк
- Діма Кахічка — хлопчик

## Творча група
- Автор сценарію і постановник: Сергій Дудка
- Оператор-постановник: Ігор Яковлєв
- Художник-постановник: Віктор Козяревич
- Композитор: Ігор Поляруш
- Звукооператор: Олексій Романов
- Режисер: Ж. Гусакова
- Монтаж: Н. Гусевої
- Художник-гример: О. Глинський
- Художник по костюмах: Н. Топтунова
- Редактор: Тамара Бойко
- Директор фільму: Володимир Тригубов